# Norman Krasna
Norman Krasna (New York, 7 novembre 1909 – Los Angeles, 1º novembre 1984) è stato uno sceneggiatore e regista statunitense.
Scrisse diverse commedie teatrali e molte di queste vennero da lui adattate e trasposte sul grande schermo come Kind Sir (1953), che divenne Indiscreto nel 1958, e Sunday in New York (1961), che divenne Una domenica a New York nel 1963.
Vinse l'Oscar alla migliore sceneggiatura originale nel 1944 per il film Sua Altezza è innamorata. Ebbe, inoltre, altre tre candidature: due all'Oscar al miglior soggetto, nel 1935 per La ragazza più ricca del mondo e nel 1936 per Furia, una all'Oscar alla migliore sceneggiatura originale nel 1942 per Il diavolo si converte.

## Filmografia

### Sceneggiatore
- La ragazza più ricca del mondo (The Richest Girl in the World), regia William A. Seiter - soggetto (1934)
- Furia (Fury), regia di Fritz Lang (1936)
- Gelosia (Wife vs. Secretary), regia di Clarence Brown - sceneggiatura (1936)
- La grande città (Big City), regia di Frank Borzage (1937)
- Situazione imbarazzante (Bachelor Mother), regia di Garson Kanin (1939)
- Questa è la vita (It's a Date), regia di William A. Seiter (1940)
- La prima è stata Eva (It Started with Eve), regia di Henry Koster (1941)
- Il signore e la signora Smith (Mr. & Mrs. Smith), regia di Alfred Hitchcock (1941)
- L'ammaliatrice (The Flame of New Orleans), regia di René Clair (1941)
- Il diavolo si converte (The Devil and Miss Jones), regia di Sam Wood (1941)
- Sua Altezza è innamorata (Princess O'Rourke), regia di Norman Krasna (1944)
- Le sorprese dell'amore (Bride By Mistake), regia di Richard Wallace - soggetto (1944)
- Indiscreto (Indiscreet), regia di Stanley Donen (1958)
- Facciamo l'amore (Let's Make Love), regia di George Cukor (1960)
- Chi era quella signora? (Who Was That Lady?), regia di George Sidney (1960)
- La mia geisha (My Geisha), regia di Jack Cardiff (1962)

### Produttore
- Più forte dell'amore (The Blue Veil), regia di Curtis Bernhardt e, non accreditato, Busby Berkeley (1951)